# Коногон

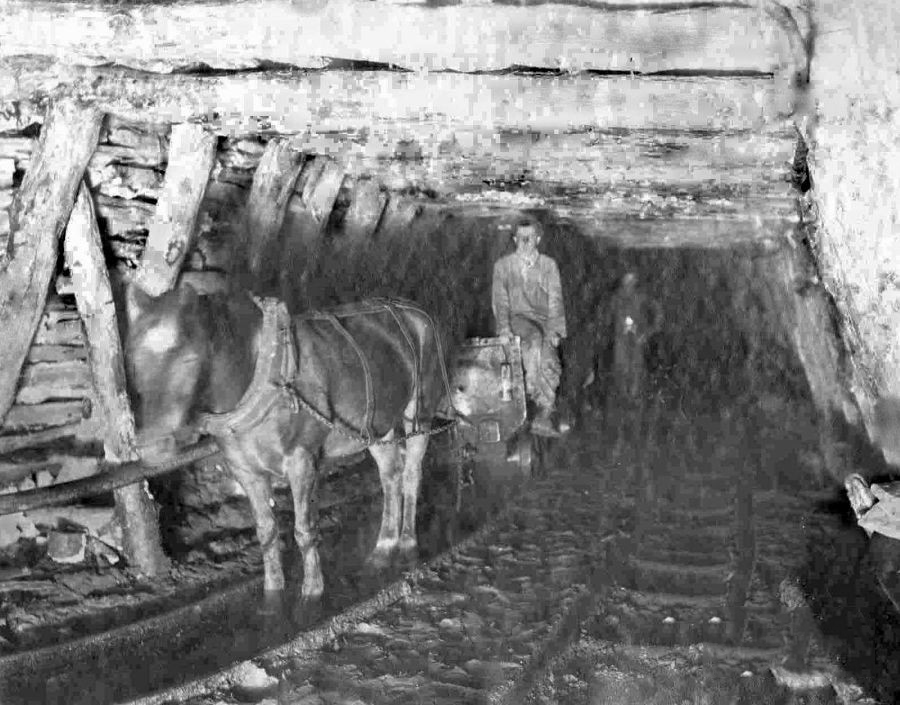
Коногон в Юзовке

Коногон — рабочий, управляющий лошадьми в шахте, одна из шахтёрских специальностей, ныне устаревшая.

## История
До того как в шахтах стали применяться электровозы и конвейеры, откатка добытого осуществлялась вручную саночниками и откатчиками. Позже для перемещения вагонеток стала широко применяться конная тяга. В России, уже в первом десятилетии XIX века, появилась первая чугунная дорога для транспортировки руды лошадьми. Собственно, этот вариант и просуществовал до середины XX века. Норма производительности откатчика, самостоятельно транспортирующего вагонетки на расстоянии до 150 метров, составляла около 10 тонн за смену, а уже при больших длинах (200—300 метров) применяли конную тягу.

## В культуре
Сгреб отгребщик уголь вон,

вбил крепильщик клетки,

а по штрекам

 коногон

гонит вагонетки.
— В. Маяковский «Сказка для шахтёра-друга про шахтёрки, чуни и каменный уголь»

Гудки тревожно загудели,

Народ валит густой толпой.

А молодого коногона

Несут с разбитой головой.
— Песня о коногоне
Быт коногона показан в фильме «Счастье Никифора Бубнова» (1983).
«Играли в карты у коногона Наумова» — начало рассказа «На представку» из сборника «Колымские рассказы» Варлама Шаламова.

## Память
В 2008 году в Кемерово был уставлен памятник коногону работы архитектора Георгия Гайфулина и скульптора Павла Баркова.